# Enrico Mizzi

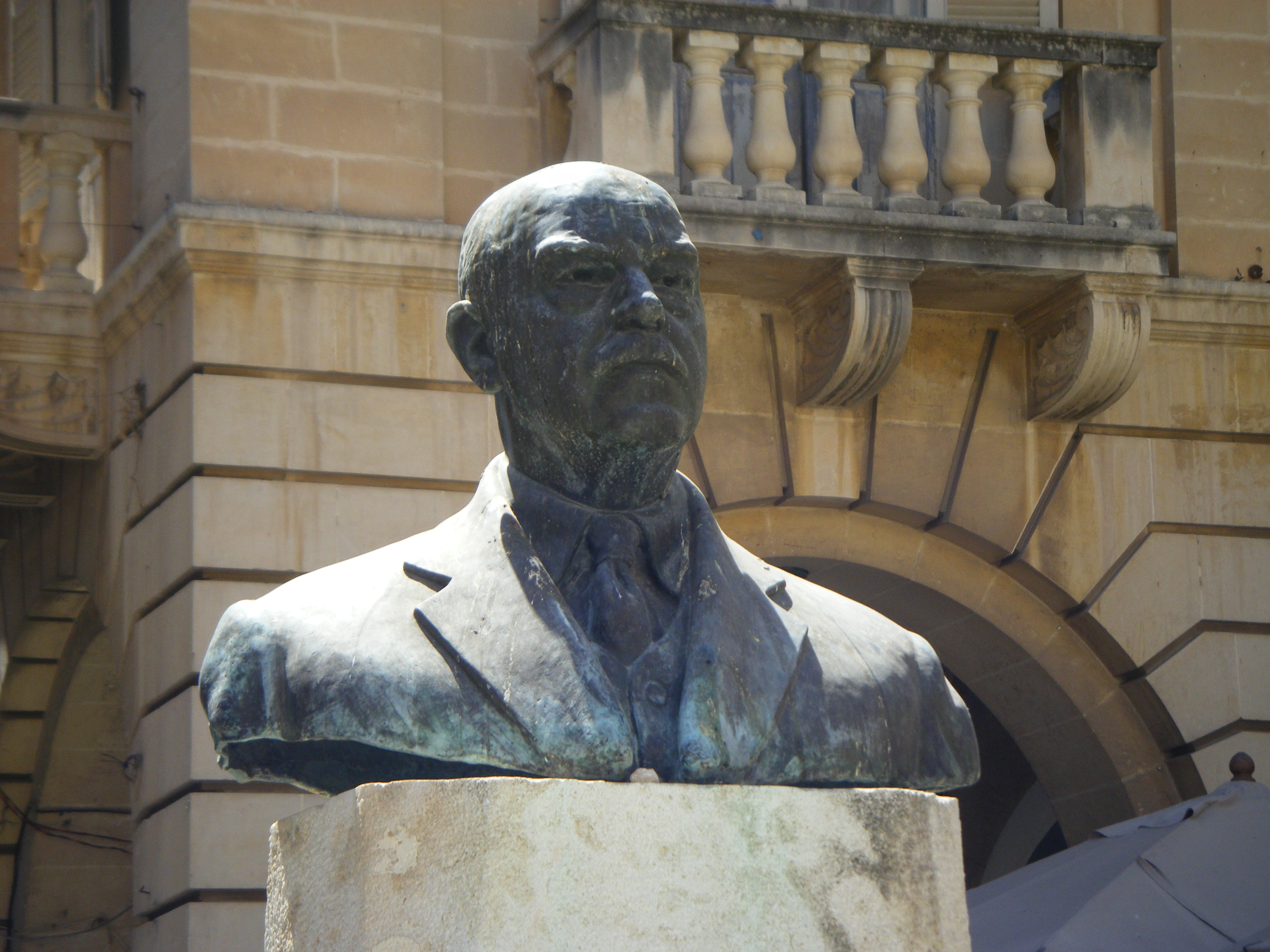
Büste von Enrico Mizzi

Enrico “Nerik” Mizzi (* 20. September 1885 in Valletta; † 20. Dezember 1950 in Valletta) war ein maltesischer Politiker und Premierminister.

## Studium und frühe politische Laufbahn
Der Sohn des Gründers der nationalistischen Bewegung, Fortunato Mizzi studierte zunächst Literatur und Wissenschaften an der Universität Malta, das er 1906 mit einem Diplom abschloss. Anschließend studierte er Rechtswissenschaften an den Universitäten von Rom und Urbino und promovierte 1911 zum Doktor der Rechte (LL.D.).
Bereits 1915 wurde er als Vertreter des „Comitato Patriottico“ zum Mitglied des Regierungsrates von Gozo gewählt. Am 7. Mai 1917 wurde er wegen Verstoßes gegen die maltesischen Verteidigungsregelungen unter Hausarrest gestellt, nachdem er sich in Stellungnahmen und Schreiben für eine liberale Verfassung gegenüber der britischen Kolonialmacht eingesetzt hatte. Ein Gericht verurteilte ihn anschließend zu einem Jahr Gefängnis mit harter Zwangsarbeit, dem Verlust der Zivilrechte und dem Entzug der Anwaltszulassung. Der damalige britische Gouverneur, Field Marshal Paul Methuen, milderte diese Strafe in einen „strengen Tadel“ ab und auch die Zivilrechte und die Anwaltszulassung wurden ihm nach Beendigung der Kampfhandlungen des Ersten Weltkrieges 1918 zurückerkannt. 1919 wurde er Sekretär der Nationalversammlung.
Neben seinen politischen Aktivitäten war Dr. Mizzi Präsident auf Lebenszeit der maltesischen Dante-Alighieri-Gesellschaft.

## Minister und Parteivorsitzender in der Zeit der Selbstverwaltung 1921 bis 1945
Nach Begründung des maltesischen Selbstverwaltungsrechts im Jahr 1921 gründete Dr. Mizzi die PDN, die im September 1924 mit der UPM unter Ugo Pasquale Mifsud eine Koalitionsregierung bildete. Von 1921 bis 1930, 1932 bis 1933 sowie 1947 bis 1950 war er Mitglied der Gesetzgebenden Versammlung.
Premierminister Mifsud berief Nerik Mizzi zum Landwirtschaftsminister sowie Minister für Industrie und Handel in dessen Kabinett. Diese Ämter übte er bis zum August 1927 aus.
Als sich die UPM und PDN später zur Partito Nazzionalista zusammenschloss, war Mizzi zusammen mit Mifsud deren Co-Vorsitzender von 1926 bis 1942. Von 1942 bis 1950 war Mizzi dann alleiniger Vorsitzender der PN. Zudem war er Gründer und Herausgeber der Parteizeitungen der PDN „ECO di Malta e Gozo“ (1921) und der PN „MALTA“ (1926 bis 1940).
Als Mifsud am 21. Juni 1932 wieder Premierminister wurde, berief er Mizzi zum Minister für Landwirtschaft, Fischerei und Post sowie zum Erziehungsminister. Diese Ämter behielt er bis zur vorläufigen Beendigung der Selbstverwaltung am 2. November 1933.
1936 traf Mizzi Benito Mussolini, der nach dem Treffen entschied, dass die italienische Regierung die Partito Nazzionalista finanziell unterstützen wird.
Am 30. Mai 1940 wurde Mizzi im Gebäude des „MALTA“-Pressehauses wegen der Sympathien zu Italien zusammen mit 47 anderen maltesischen Staatsangehörigen verhaftet und später im Jahr 1942 nach Uganda deportiert. Gegen Ende des Zweiten Weltkrieges kehrte er am 8. März 1945 nach Malta zurück und nahm seinen Sitz im Regierungsrat wieder ein.

## Aufstieg zum Premierminister
Nach der Wahlniederlage von 1947 gegen Paul Boffa war Mizzi als Vorsitzender der PN vom 4. November 1947 bis zum 26. September 1950 Führer der Opposition.
Nach der Parlamentswahl von 1950 wurde Mizzi mit der Bildung einer Minderheitsregierung beauftragt. Am 26. September 1950 wurde er dann zum Premierminister vereidigt. Mizzi verstarb jedoch bereits am 20. Dezember 1950 in seinem Amtssitz in Valletta und wurde anschließend in einem Staatsbegräbnis beigesetzt.